# Król apostolski
Król apostolski – tytuł honorowy przysługujący władcom Węgier. 
Jego pochodzenie nie jest wyjaśnione, niepotwierdzony przekaz pochodzący z XII wieku mówi, że nadał go królowi Stefanowi I i jego następcom papież Sylwester II. Noszony był przez wszystkich władców węgierskich. 19 marca 1758 papież Klemens XIII potwierdził ten tytuł Marii Teresie poprzez breve Carissima in Christo filia. Breve to podkreśla, że tytuł króla apostolskiego nie jest znakiem władzy, ale znakiem służby Chrystusowi oraz upamiętnieniem żarliwości misyjnej dawnych królów węgierskich.
Z tytułem króla apostolskiego związane są pewne honorowe przywileje i obowiązki. Przywilejem królów apostolskich jest niesienie przed nimi krzyża przez biskupa w czasie publicznych, uroczystych wystąpień. Obowiązkiem króla apostolskiego jest natomiast złożenie papieżowi obediencji oraz przyrzeczenie katolickiej prawowierności i rozszerzania wiary w swoim królestwie.